# Plavić
Plavić falu Horvátországban Krapina-Zagorje megyében. Közigazgatásilag Zagorska Selához tartozik.

## Fekvése
Krapinától 21 km-re délnyugatra, községközpontjától 2 km-re északnyugatra, a Horvát Zagorje északnyugati részén, a Szutla völgyében a szlovén határ mellett fekszik.

## Története
A településnek 1857-ben 310, 1910-ben 334 lakosa volt. Trianonig Varasd vármegye Klanjeci járásához tartozott. A településnek 2001-ben 177 lakosa volt.

## Külső hivatkozások
- Zagorska Sela község hivatalos oldala
- A zagorska selai plébánia honlapja